# Самалас
Са́малас — вулкан на острове Ломбок, входивший в комплекс Ринджани в Индонезийской провинции Западные Малые Зондские острова. Последнее извержение 1257 года полностью уничтожило вулканическую постройку вулкана, сформировав современную кальдеру Ринджани. Сегодня от вулкана осталось лишь кратерное озеро, шириной в 6,5 километров и глубиной 800 метров.
Это извержение, которое считается одним из крупнейших за последние 7000 лет, серьёзно повлияло на климат на всей Земле в 1257 и 1258 годах. По выбросам вулканического пепла оно в восемь раз превзошло Кракатау (1883 год) и вдвое — Тамбору (1815 год). Результатом также стала повышенная кислотность слоя льда 1259 года в Гренландии и Антарктиды.